# Диттман, Зигхарт
Зигхарт Диттман (нем. Sieghart Dittmann; род. 3 июля 1934, Айбеншток) — немецкий шахматист. Эпидемиолог.
В составе сборной ГДР участник трёх Олимпиад (1956—1960).

## Спортивные достижения
| Год  | Город   | Турнир         | + | − | = | Результат | Место |
| ---- | ------- | -------------- | - | - | - | --------- | ----- |
| 1956 | Москва  | 12-я Олимпиада | 3 | 6 | 5 | 5½ из 14  |       |
| 1958 | Мюнхен  | 13-я Олимпиада | 6 | 2 | 7 | 9½ из 15  |       |
| 1960 | Лейпциг | 14-я Олимпиада | 2 | 2 | 8 | 6 из 12   |       |